# Endstufe (Roman)
Endstufe ist ein utopisch-historischer Roman von Thor Kunkel, der am 30. März 2004 im Eichborn-Verlag erschien. Der Roman schildert die Geschichte einer nationalsozialistischen Pornofilm-Produktion im Dritten Reich, sorgte auf der Leipziger Buchmesse 2004 für einen Skandal und wurde zu einem Bestseller, der in mehreren Auslandsausgaben vorliegt. Kunkel brachte dieser Roman den Durchbruch als Schriftsteller. Unterstützt wurde der Autor dabei von der Stiftung Preußische Seehandlung.

## Inhalt

### Handlung
Berlin 1941. Karl Fußmann, Chemiker und „Hobby-Magnetiseur“, findet zu Beginn des Zweiten Weltkriegs eine Stellung am Berliner SS-Hygieneinstitut. Während er tagsüber – zur Unterstützung von Rommels Afrika-Korps – an einem Insektenschutzmittel namens ÜBER-V-TAN arbeitet, philosophiert er des Nachts über die Überwindung des Menschen. Als Schüler eines Evolutionsbiologen Kurt Raumer hält er Humanismus für einen Irrtum, weil der Mensch nicht human ist.  Über seinen Chef Ferfried Graf Gessner gerät Fußmann in die Kreise einer nationalsozialistischen Jeunesse dorée, deren Eltern am Dritten Reich und dem Krieg gut verdienen. In deren Komfortzonen, fernab des Kriegsgeschehens, ist Ferrie ein gern gesehener Gast. Die jungen Hedonisten, die sich die Wochenscheuen nennen, verbindet der Wunsch, sich rechtzeitig an die libysche Riviera abzusetzen. Hitlers Krieg hält man für eine verlorene Sache. Auch Ferrie hat seinen Abgang geplant. Um sich die fehlenden Devisen zu beschaffen, hat er eine geniale Idee. Gemeinsam mit Holsten, einem desertierten Kameramann, und dem erotomanischen Frauenarzt Pfister dreht er Pornofilme, die er auf Einsätzen in Nordafrika gegen Erdöl-Konzessionen eintauscht. Seine Abnehmer sind arabische Scheichs, denen eine Filmvorführung noch magisch erscheint.
Fußmann weiß von all dem nichts. Erst als er an einem Wochenende Filmmaterial nach Berchtesgaden, einem Drehort, schmuggelt, wird ihm die Begegnung mit einer Darstellerin zum Verhängnis. Lotte, freiwillige Insassin eines Berliner Nobel-Bordells, plant eine Filmkarriere, die sie mit Ferries Schlüsselloch-Filmen in Babelsberg voranbringen will. Während der Dreh platzt, werden sich Fußmann und Lotte ihrer Wesensverwandtschaft bewusst, eine Konnex zum animalischen Magnetismus, die sich bei Fußmann bald zur erotischen Besessenheit steigert. Er lässt die geplante Heirat mit seiner Jugendliebe Johanna platzen und lebt fortan das Leben eines Bordelleros, wobei er sich – analog zum moralischen Zerfall des Dritten Reiches – im Sog eines selbstzerstörerischen Eros verliert. Erlösung aus dem Sumpf von Sex, wissenschaftlichen Allmachtsphantasien und finanziellen Sorgen bringt ihm erst seine Versetzung nach Nord-Afrika, an die zusammenbrechende Front. Dabei wird Fußmann erneut von Ferrie, der bereits in Libyen ist, zum Schmuggeln von Filmmaterial animiert.
Als Fußmann libyschen Boden betritt, taucht Ferrie nicht wie verabredet auf. Stattdessen entgeht Fußmann nur mit Hilfe des jungen kriegsverwundeten Cornel einem Mordversuch durch einen Gestapo-Mann, der ihm offensichtlich aus Berlin gefolgt ist. Notgedrungen verbringt er die einsetzende Regenzeit in einem Nachschublager weit hinter der Front. Die Insassen des Wüstenforts – allen voran Oberarzt Dr. Leimtraut – scheinen in illegale Immobiliengeschäfte verwickelt zu sein. Dabei geht es um die Villen der italienischen Kolonisten, die nach Grazianis Niederlage aus dem Kriegsgebiet flohen, und deren Besitz sich die Deutschen nun unter den Nagel reißen. Fußmann schlägt Leimtrauts Angebot aus.
Zwischenzeitlich entwickelt sich eine Freundschaft zwischen ihm und Cornel, der infolge einer Kriegsverletzung unter epileptischen Anfällen leidet. Dabei weist sein Körper magnetische Eigenschaften auf. Fußmann erkennt in Cornel, der zudem telekinetische Fähigkeiten entwickelt, aber immer fremdartiger wird, den zukünftigen Menschen, ein Geschöpf des mechanischen Todes. Als das Fort von feindlichen Truppen überrollt wird, entkommen beide in die ausgedehnten Minenfelder zwischen Libyen und Tunesien. Während sich der Untergang des Afrika Korps bei El-Alamein abspielt, verstecken sich Fußmann und Cornel in einem das tote Viertel genannten Wüstengebiet, wo sie sich verkrüppelte Soldaten der Alliierten als Haustiere halten. Fußmann hält das post-apokalyptische Leben schon bald nicht mehr aus und überredet Cornel zur Rückkehr in die Welt.
1944 befinden sich beide in einem Kriegsgefangenenlager an der Amalfi-Küste, wo sie mit einer telekinetischen Zaubershow für die Truppenunterhaltung sorgen. Cornel stirbt zuletzt an Flecktyphus, während Fußmann nach Virginia verschifft wird, um von nun an für die Tabakindustrie Menschenversuche zu machen. Unterdessen erleben Lotte und Holsten, die auf dem Nachbargrundstück von Heinz Rühmanns Wannensee-Villa in wilder Ehe leben, den Untergang von Berlin und den Einmarsch der Roten Armee. Holsten ermöglicht Lotte die Flucht vor den marodierenden Truppen, sein eigenes Schicksal bleibt ungewiss.
Fußmann, frisch aus US-amerikanischer Kriegsgefangenschaft entlassen, findet Lotte 1946 durch Zufall in Frankfurt am Main wieder, wo sie als Bedienung in einer von G.I.s frequentierten Kaschemme arbeitet. Sie müssen feststellen, dass trotz der langen Trennung ihre biomagnetische Anziehung füreinander noch stärker geworden ist.
Am Ende verlassen Lotte und Fußmann Deutschland. Es zieht sie nach Amerika, den legitimen Nachfolger des NS-Systems, wo Lotte alsbald zum Idol einer rechten Sekte namens Der Ring aufsteigt und sich sofort an der von McCarthy entfachten Jagd auf Kommunisten beteiligt. Sie sind endlich im IV. Reich angekommen, der „ersten nichtmenschlichen Zivilisation“, die mit überlegenen Kriegs- und Medienmaschinen von nun an die neue Weltordnung bestimmt. Dieser Aussicht unterlegt Kunkel die versöhnliche Vision einer Zukunft, in der der „Eros als geistige Macht gilt“ und „das Geld als Statthalter der toten Materie“ überwunden ist.

### Figuren
Perspektivisch wechselt der Roman zwischen den Standpunkten eines Dutzends beispielhafter moderner Individuen, die ihren Weg durch die von materiellen Interessen dominierte High Society NS-Deutschlands finden müssen, dabei aber weder überzeugte Nazis noch Regime-Gegner sind.
Karl Fußmann startet seine Karriere am SS-Hygiene Institut in Berlin. Äußerlich versucht er den von der Diktatur gewünschten Erfolgstypus zu verkörpern, während in seinem Inneren ein seelischer Verfallsprozess tobt, der ihn buchstäblich in die libysche Wüste führt, wo sein Traum, einmal den Menschen der Zukunft zu sehen, Wirklichkeit wird.
Lotte Kaltenbronn – Fußmanns Geliebte – hat keine Träume. Zwischenmenschliche Beziehungen pflegt sie nur zu Kunden, die sie als Edel-Prostituierte des Germanischen Harems empfängt.  Mit Hilfe des Kameramanns Holsten beabsichtigt sie zum UFA-Star zu avancieren. Am Ende folgt sie Karl Fußmann nach Amerika, wo das Paar in Las Vegas heiratet.
Aurel B. Holsten, ein fahnenflüchtiger Kameramann, dreht Pornofilme, die sein Freund Ferrie auf Reisen an die Front in Nord-Afrika gegen Erdöl-Konzessionen eintauscht. Er taucht in Kunkels Roman Kuhls Kosmos als gealterter Filmproduzent wieder auf.
Dr. Waldemar Pfister, ein bei der Reichsärztekammer in Ungnade gefallener Frauenarzt und Voyeur, zählt zu Lottes Kundschaft. Der Opiumraucher träumt von einer pornologischen, dem Sexus geweihten Welt, was ihn in die innere Immigration zwingt.
Johanna Fenholt träumt von einer Siemens-Schwedenholz-Küche und einem passenden Mann. Zu spät stellt die Operettensängerin fest, dass sie sich in Karl Fußmann, ihrem Verlobten, getäuscht hat.
Ferrie (Ferfried Graf Gessner) ist Untergruppenführer der Abteilung Insektenabwehr, ein Dandy von bemerkenswerter Charakterlosigkeit und Fußmanns Vorgesetzter. Der stilbewusste Lebemann macht einen schwerwiegenden Fehler als er Fußmann in sein Nebengeschäft, den Handel mit pornographischen Filmen, einweiht.
Rupert Detlevsen, ein sächsischer Wehr-Geologe und Lottes Ex-Zuhälter, versuchte immer wieder Ferries Pläne in Afrika zu durchkreuzen. Auch er hat vor sich nach Nord-Afrika abzusetzen, was ihm allerdings nicht gelingt.

## Form
Der in der Originalfassung 600 Seiten lange Roman besteht aus 3 Teilen, die von einem Vorspann und einem Abspann gerahmt sind. Den Unterkapiteln des Romans sind häufig zynische, antizivilisatorische oder zeitgenössische Zitate vorangestellt, unter anderem von James Joyce, Henry Miller, De Sade, Paracelsus und Aleister Crowley, was Kunkel den Vorwurf einbrachte, er „habe den Zettelkasten mit den Früchten seiner Recherchen ausgekippt.“

## Rezeption
Der Rowohlt Verlag, unter dem damaligen Verlagschef Alexander Fest, nahm Kunkels Buch ungewöhnlicherweise unmittelbar vor der Drucklegung aus dem Programm. Als Grund gab der Verlag an, in der letzten Phase der Lektoratsarbeit habe er und der Autor in einigen inhaltlichen und ästhetischen Fragen keine Einigung erzielen können und beschlossen, das Vertragsverhältnis aufzulösen. Endstufe erschien darauf im Eichborn Verlag, dessen damaliger Programmchef Wolfgang Hörner in Kunkels Text „nichts ideologisch Anrüchiges“ erkennen konnte und urteilte, Endstufe sei „ein hoch spannender, glänzend geschriebener Roman, der teilweise sehr witzig […] und sicherlich auch provokativ“ sei.
Der Roman wurde in den Literaturkritiken der deutschen Presse mehrheitlich verrissen. Der Roman sei „schlecht geschrieben, wirr, offen revanchistisch und hasserfüllt antiamerikanisch“, urteilte Robin Detje in der Süddeutschen Zeitung.  In der Zeit urteilte Iris Radisch, bei dem Roman handele es sich um viele hundert Seiten „Fickgeschichten“ derbsten Pornotons mit der Botschaft, die Nazis seien keine Rassisten, sondern Avantgardisten der Seelenlosigkeit gewesen. Sie sehe einen Skandal in der „hohlen Munterkeit“, mit der Kunkel den „Weltbild-Mix aus Zynismus und Gentechnologie“ in die NS-Zeit zurücklege. In der Frankfurter Rundschau urteilte Christoph Schröder, Kunkel sei „seinem Stoff nicht im Mindesten gewachsen“, und kritisierte mangelnde Struktur und Substanz. Er wolle jedoch die Aufbereitung eines solch heiklen Themas nicht grundsätzlich ablehnen oder das Buch als „geschmacklos“ brandmarken, denn im Rahmen der Kunstfreiheit dürfe ein Schriftsteller „geschmacklos sein“ und „manchmal [müsse] er es sogar“. Die taz sprach eher enttäuscht vom „Porno, der verpuffte“. Die Welt sprach von einer „Orgie der Geschmacklosigkeit“. Der Tagesspiegel urteilte, „in uferloser Weitschweifigkeit [werde] eine kolportagehafte Geschichte zusammenschwadroniert“, und kritisierte unter anderem historische Ungenauigkeiten.

## Hintergrund
Kunkel wurde zum Plot des Romans von einem in Sammlerkreisen kursierenden Gerücht um die so genannten Sachsenwald-Filme inspiriert. 1942 hätten die Nazis besagte Filme, die heute zur Sammlung des Medien-Experten Werner Nekes zählen, gedreht und gegen Rohstoffe wie Eisenerz und Erdöl eingetauscht. Neben den historischen Bezügen durchziehen den Roman auch utopisch-technische Elemente.